# Louise Hollandine van de Palts

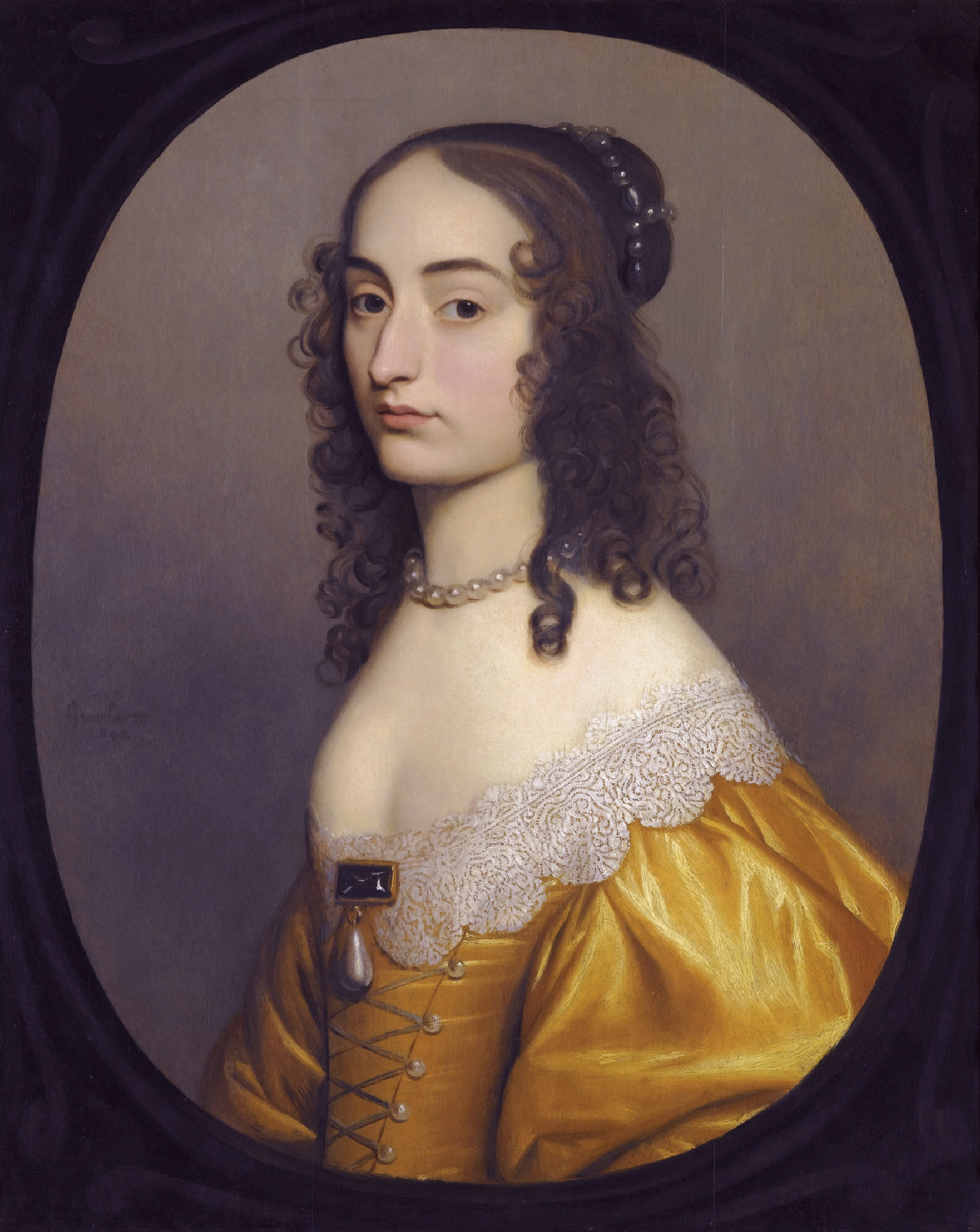
Louise Hollandine van de Palts door Gerard van Honthorst

Louise Hollandine van de Palts (Den Haag, 18 april 1622 – Abdij van Maubuisson, 11 februari 1709) was een kunstschilder, graveur en abdis.
Ze was een dochter van Frederik V van de Palts en Elizabeth Stuart. Louise werd na de vlucht van haar ouders, de zogenaamde "winterkoningen" van Bohemen, geboren in hun Haagse ballingschap. Zij dankt haar naam "Hollandine" aan het feit dat bij haar doop in de Haagse Kloosterkerk op 30 april 1622 de "Edel Mogende Heeren" van de Staten van Holland optraden als getuige. Zij was een getalenteerd portretschilder en grafisch kunstenares - een talent dat zij met haar broer Ruprecht deelde. Zij was leerling van de Utrechtse caravaggist Gerard van Honthorst en schilderde zo bekwaam in zijn stijl dat sommige van haar werken aan hem werden toegeschreven. Tot ontsteltenis van haar protestantse familie werd zij katholiek en vluchtte zij naar Frankrijk. Met steun van Lodewijk XIV werd zij later abdis van de abdij van Maubuisson.
De prinses was een amateur-schilder en haar in de barokke stijl van Honthorst geschilderde doeken - vaak portretten maar er zijn ook allegorieën van haar bekend - werden niet voor de verkoop geschilderd. Hierdoor zijn haar werken eeuwenlang in de vorstelijke families van Hannover, Brunswijk en Anhalt doorgegeven. Een aantal van haar schilderijen hangt nu in Noord-Duitse musea.

## Werken van Louise Hollandine van de Palts
- Braunschweig, Herzog Anton Ulrich-Museum.
  - Een dubbelportret van een man en vrouw als Mars en Venus. Rond 1669 geschilderd.
- Hannover, Niedersächsisches Landesmuseum.
  - Portret van Elisabeth, Gräfin von Nassau. Rond 1660 geschilderd.
  - Portret van Elisabeth, Landgräfin von Hessen Kassel. Rond 1670 geschilderd.
  - Portret van Elisabeth Charlotte von Pfalz. Rond 1670 geschilderd.
- Isselburg, Museum Wasserburg Anholt.
  - Portret van Sophia van de Palts als Indiaanse. Na 1644 geschilderd. Sophia was een zus van Louise Maria

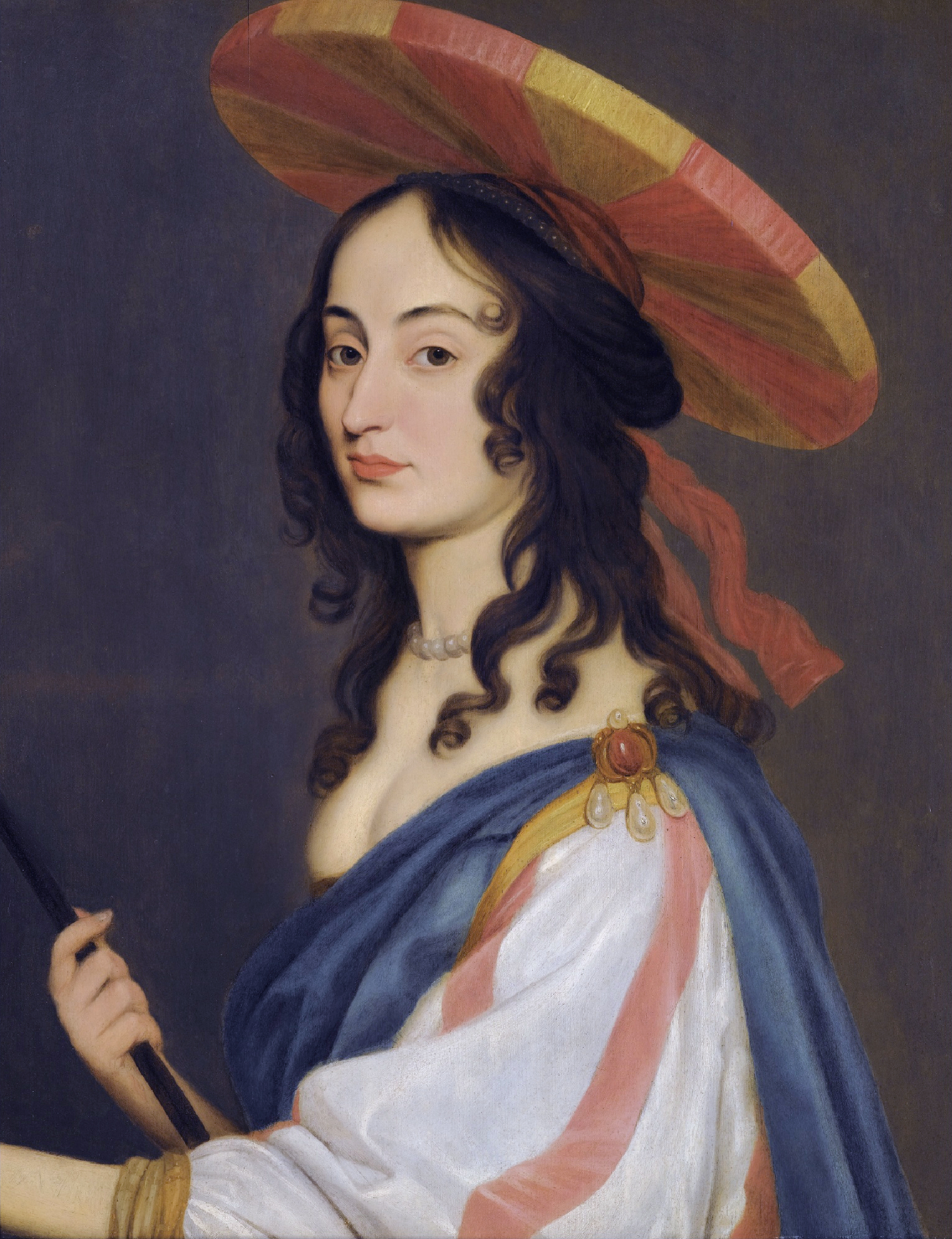
Zelfportret, ca. 1650
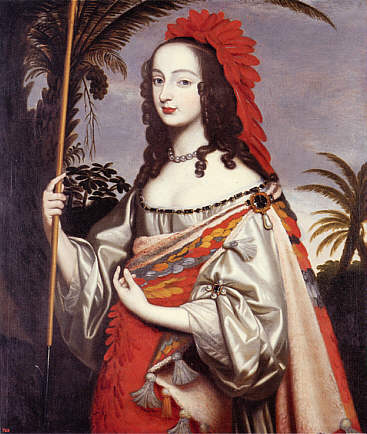
Portret van een voor een maskerade als Indiaanse geklede Sophia van de Palts
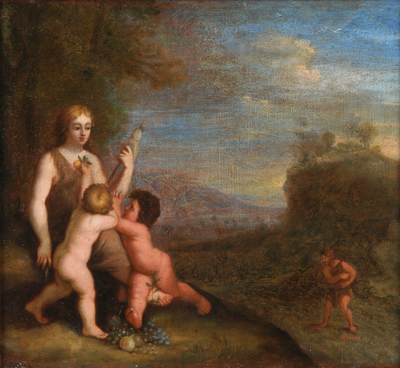
Allegorie met Kaïn en Abel

## Kwartierstaat
| Lodewijk VI van de Palts (1539-1583)      | Lodewijk VI van de Palts (1539-1583)      | Lodewijk VI van de Palts (1539-1583)      | Lodewijk VI van de Palts (1539-1583)      | Lodewijk VI van de Palts (1539-1583)      | Lodewijk VI van de Palts (1539-1583)      | Elisabeth van Hessen (1539–1582)     | Elisabeth van Hessen (1539–1582)     | Elisabeth van Hessen (1539–1582)     | Elisabeth van Hessen (1539–1582)     | Elisabeth van Hessen (1539–1582)    | Elisabeth van Hessen (1539–1582)    |                                     |                                     | Willem van Oranje (1533–1584)       | Willem van Oranje (1533–1584)       | Willem van Oranje (1533–1584)         | Willem van Oranje (1533–1584)         | Willem van Oranje (1533–1584)         | Willem van Oranje (1533–1584)         | Charlotte van Bourbon (ca. 1546–1582) | Charlotte van Bourbon (ca. 1546–1582) | Charlotte van Bourbon (ca. 1546–1582) | Charlotte van Bourbon (ca. 1546–1582) | Charlotte van Bourbon (ca. 1546–1582)      | Charlotte van Bourbon (ca. 1546–1582)      |                                            |                                            | Henry Stuart Darnley (1545-1567)           | Henry Stuart Darnley (1545-1567)           | Henry Stuart Darnley (1545-1567) | Henry Stuart Darnley (1545-1567) | Henry Stuart Darnley (1545-1567)   | Henry Stuart Darnley (1545-1567)   | Maria I van Schotland (1542-1587)  | Maria I van Schotland (1542-1587)  | Maria I van Schotland (1542-1587)  | Maria I van Schotland (1542-1587)  | Maria I van Schotland (1542-1587) | Maria I van Schotland (1542-1587) |                                 |                                 | Frederik II van Denemarken (1534-1588) | Frederik II van Denemarken (1534-1588) | Frederik II van Denemarken (1534-1588) | Frederik II van Denemarken (1534-1588) | Frederik II van Denemarken (1534-1588) | Frederik II van Denemarken (1534-1588) | Sophia van Mecklenburg-Güstrow (1557-1631) | Sophia van Mecklenburg-Güstrow (1557-1631) | Sophia van Mecklenburg-Güstrow (1557-1631) | Sophia van Mecklenburg-Güstrow (1557-1631) | Sophia van Mecklenburg-Güstrow (1557-1631) | Sophia van Mecklenburg-Güstrow (1557-1631) |  |  |  |  |  |  |  |  |  |  |  |  |  |  |  |  |  |  |  |  |  |  |  |  |  |  |  |  |  |  |  |  |  |  |  |  |  |  |  |  |  |  |  |  |  |  |  |  |
| Lodewijk VI van de Palts (1539-1583)      | Lodewijk VI van de Palts (1539-1583)      | Lodewijk VI van de Palts (1539-1583)      | Lodewijk VI van de Palts (1539-1583)      | Lodewijk VI van de Palts (1539-1583)      | Lodewijk VI van de Palts (1539-1583)      | Elisabeth van Hessen (1539–1582)     | Elisabeth van Hessen (1539–1582)     | Elisabeth van Hessen (1539–1582)     | Elisabeth van Hessen (1539–1582)     | Elisabeth van Hessen (1539–1582)    | Elisabeth van Hessen (1539–1582)    |                                     |                                     | Willem van Oranje (1533–1584)       | Willem van Oranje (1533–1584)       | Willem van Oranje (1533–1584)         | Willem van Oranje (1533–1584)         | Willem van Oranje (1533–1584)         | Willem van Oranje (1533–1584)         | Charlotte van Bourbon (ca. 1546–1582) | Charlotte van Bourbon (ca. 1546–1582) | Charlotte van Bourbon (ca. 1546–1582) | Charlotte van Bourbon (ca. 1546–1582) | Charlotte van Bourbon (ca. 1546–1582)      | Charlotte van Bourbon (ca. 1546–1582)      |                                            |                                            | Henry Stuart Darnley (1545-1567)           | Henry Stuart Darnley (1545-1567)           | Henry Stuart Darnley (1545-1567) | Henry Stuart Darnley (1545-1567) | Henry Stuart Darnley (1545-1567)   | Henry Stuart Darnley (1545-1567)   | Maria I van Schotland (1542-1587)  | Maria I van Schotland (1542-1587)  | Maria I van Schotland (1542-1587)  | Maria I van Schotland (1542-1587)  | Maria I van Schotland (1542-1587) | Maria I van Schotland (1542-1587) |                                 |                                 | Frederik II van Denemarken (1534-1588) | Frederik II van Denemarken (1534-1588) | Frederik II van Denemarken (1534-1588) | Frederik II van Denemarken (1534-1588) | Frederik II van Denemarken (1534-1588) | Frederik II van Denemarken (1534-1588) | Sophia van Mecklenburg-Güstrow (1557-1631) | Sophia van Mecklenburg-Güstrow (1557-1631) | Sophia van Mecklenburg-Güstrow (1557-1631) | Sophia van Mecklenburg-Güstrow (1557-1631) | Sophia van Mecklenburg-Güstrow (1557-1631) | Sophia van Mecklenburg-Güstrow (1557-1631) |  |  |  |  |  |  |  |  |  |  |  |  |  |  |  |  |  |  |  |  |  |  |  |  |  |  |  |  |  |  |  |  |  |  |  |  |  |  |  |  |  |  |  |  |  |  |  |  |
|                                           |                                           |                                           |                                           |                                           |                                           |                                      |                                      |                                      |                                      |                                     |                                     |                                     |                                     |                                     |                                     |                                       |                                       |                                       |                                       |                                       |                                       |                                       |                                       |                                            |                                            |                                            |                                            |                                            |                                            |                                  |                                  |                                    |                                    |                                    |                                    |                                    |                                    |                                   |                                   |                                 |                                 |                                        |                                        |                                        |                                        |                                        |                                        |                                            |                                            |                                            |                                            |                                            |                                            |  |  |  |  |  |  |  |  |  |  |  |  |  |  |  |  |  |  |  |  |  |  |  |  |  |  |  |  |  |  |  |  |  |  |  |  |  |  |  |  |  |  |  |  |  |  |  |  |
|                                           |                                           |                                           |                                           | Frederik IV van de Palts (1574-1610)      | Frederik IV van de Palts (1574-1610)      | Frederik IV van de Palts (1574-1610) | Frederik IV van de Palts (1574-1610) | Frederik IV van de Palts (1574-1610) | Frederik IV van de Palts (1574-1610) |                                     |                                     |                                     |                                     |                                     |                                     | Louise Juliana van Nassau (1576-1644) | Louise Juliana van Nassau (1576-1644) | Louise Juliana van Nassau (1576-1644) | Louise Juliana van Nassau (1576-1644) | Louise Juliana van Nassau (1576-1644) | Louise Juliana van Nassau (1576-1644) |                                       |                                       |                                            |                                            |                                            |                                            |                                            |                                            |                                  |                                  | Jacobus I van Engeland (1566-1625) | Jacobus I van Engeland (1566-1625) | Jacobus I van Engeland (1566-1625) | Jacobus I van Engeland (1566-1625) | Jacobus I van Engeland (1566-1625) | Jacobus I van Engeland (1566-1625) |                                   |                                   |                                 |                                 |                                        |                                        | Anna van Denemarken (1574-1619)        | Anna van Denemarken (1574-1619)        | Anna van Denemarken (1574-1619)        | Anna van Denemarken (1574-1619)        | Anna van Denemarken (1574-1619)            | Anna van Denemarken (1574-1619)            |                                            |                                            |                                            |                                            |  |  |  |  |  |  |  |  |  |  |  |  |  |  |  |  |  |  |  |  |  |  |  |  |  |  |  |  |  |  |  |  |  |  |  |  |  |  |  |  |  |  |  |  |  |  |  |  |
|                                           |                                           |                                           |                                           | Frederik IV van de Palts (1574-1610)      | Frederik IV van de Palts (1574-1610)      | Frederik IV van de Palts (1574-1610) | Frederik IV van de Palts (1574-1610) | Frederik IV van de Palts (1574-1610) | Frederik IV van de Palts (1574-1610) |                                     |                                     |                                     |                                     |                                     |                                     | Louise Juliana van Nassau (1576-1644) | Louise Juliana van Nassau (1576-1644) | Louise Juliana van Nassau (1576-1644) | Louise Juliana van Nassau (1576-1644) | Louise Juliana van Nassau (1576-1644) | Louise Juliana van Nassau (1576-1644) |                                       |                                       |                                            |                                            |                                            |                                            |                                            |                                            |                                  |                                  | Jacobus I van Engeland (1566-1625) | Jacobus I van Engeland (1566-1625) | Jacobus I van Engeland (1566-1625) | Jacobus I van Engeland (1566-1625) | Jacobus I van Engeland (1566-1625) | Jacobus I van Engeland (1566-1625) |                                   |                                   |                                 |                                 |                                        |                                        | Anna van Denemarken (1574-1619)        | Anna van Denemarken (1574-1619)        | Anna van Denemarken (1574-1619)        | Anna van Denemarken (1574-1619)        | Anna van Denemarken (1574-1619)            | Anna van Denemarken (1574-1619)            |                                            |                                            |                                            |                                            |  |  |  |  |  |  |  |  |  |  |  |  |  |  |  |  |  |  |  |  |  |  |  |  |  |  |  |  |  |  |  |  |  |  |  |  |  |  |  |  |  |  |  |  |  |  |  |  |
|                                           |                                           |                                           |                                           |                                           |                                           |                                      |                                      |                                      |                                      | Frederik V van de Palts (1596-1632) | Frederik V van de Palts (1596-1632) | Frederik V van de Palts (1596-1632) | Frederik V van de Palts (1596-1632) | Frederik V van de Palts (1596-1632) | Frederik V van de Palts (1596-1632) |                                       |                                       |                                       |                                       |                                       |                                       |                                       |                                       |                                            |                                            |                                            |                                            |                                            |                                            |                                  |                                  |                                    |                                    |                                    |                                    |                                    |                                    | Elizabeth Stuart (1596-1662)      | Elizabeth Stuart (1596-1662)      | Elizabeth Stuart (1596-1662)    | Elizabeth Stuart (1596-1662)    | Elizabeth Stuart (1596-1662)           | Elizabeth Stuart (1596-1662)           |                                        |                                        |                                        |                                        |                                            |                                            |                                            |                                            |                                            |                                            |  |  |  |  |  |  |  |  |  |  |  |  |  |  |  |  |  |  |  |  |  |  |  |  |  |  |  |  |  |  |  |  |  |  |  |  |  |  |  |  |  |  |  |  |  |  |  |  |
|                                           |                                           |                                           |                                           |                                           |                                           |                                      |                                      |                                      |                                      | Frederik V van de Palts (1596-1632) | Frederik V van de Palts (1596-1632) | Frederik V van de Palts (1596-1632) | Frederik V van de Palts (1596-1632) | Frederik V van de Palts (1596-1632) | Frederik V van de Palts (1596-1632) |                                       |                                       |                                       |                                       |                                       |                                       |                                       |                                       |                                            |                                            |                                            |                                            |                                            |                                            |                                  |                                  |                                    |                                    |                                    |                                    |                                    |                                    | Elizabeth Stuart (1596-1662)      | Elizabeth Stuart (1596-1662)      | Elizabeth Stuart (1596-1662)    | Elizabeth Stuart (1596-1662)    | Elizabeth Stuart (1596-1662)           | Elizabeth Stuart (1596-1662)           |                                        |                                        |                                        |                                        |                                            |                                            |                                            |                                            |                                            |                                            |  |  |  |  |  |  |  |  |  |  |  |  |  |  |  |  |  |  |  |  |  |  |  |  |  |  |  |  |  |  |  |  |  |  |  |  |  |  |  |  |  |  |  |  |  |  |  |  |
|                                           |                                           |                                           |                                           |                                           |                                           |                                      |                                      |                                      |                                      |                                     |                                     |                                     |                                     |                                     |                                     |                                       |                                       |                                       |                                       |                                       |                                       |                                       |                                       |                                            |                                            |                                            |                                            |                                            |                                            |                                  |                                  |                                    |                                    |                                    |                                    |                                    |                                    |                                   |                                   |                                 |                                 |                                        |                                        |                                        |                                        |                                        |                                        |                                            |                                            |                                            |                                            |                                            |                                            |  |  |  |  |  |  |  |  |  |  |  |  |  |  |  |  |  |  |  |  |  |  |  |  |  |  |  |  |  |  |  |  |  |  |  |  |  |  |  |  |  |  |  |  |  |  |  |  |
|                                           |                                           |                                           |                                           |                                           |                                           |                                      |                                      |                                      |                                      |                                     |                                     |                                     |                                     |                                     |                                     |                                       |                                       |                                       |                                       |                                       |                                       |                                       |                                       |                                            |                                            |                                            |                                            |                                            |                                            |                                  |                                  |                                    |                                    |                                    |                                    |                                    |                                    |                                   |                                   |                                 |                                 |                                        |                                        |                                        |                                        |                                        |                                        |                                            |                                            |                                            |                                            |                                            |                                            |  |  |  |  |  |  |  |  |  |  |  |  |  |  |  |  |  |  |  |  |  |  |  |  |  |  |  |  |  |  |  |  |  |  |  |  |  |  |  |  |  |  |  |  |  |  |  |  |
| Karel I Lodewijk van de Palts (1617-1680) | Karel I Lodewijk van de Palts (1617-1680) | Karel I Lodewijk van de Palts (1617-1680) | Karel I Lodewijk van de Palts (1617-1680) | Karel I Lodewijk van de Palts (1617-1680) | Karel I Lodewijk van de Palts (1617-1680) |                                      |                                      | Ruprecht van de Palts (1619-1682)    | Ruprecht van de Palts (1619-1682)    | Ruprecht van de Palts (1619-1682)   | Ruprecht van de Palts (1619-1682)   | Ruprecht van de Palts (1619-1682)   | Ruprecht van de Palts (1619-1682)   |                                     |                                     | Maurits van de Palts (1621-1652)      | Maurits van de Palts (1621-1652)      | Maurits van de Palts (1621-1652)      | Maurits van de Palts (1621-1652)      | Maurits van de Palts (1621-1652)      | Maurits van de Palts (1621-1652)      |                                       |                                       | Louise Hollandine van de Palts (1622-1709) | Louise Hollandine van de Palts (1622-1709) | Louise Hollandine van de Palts (1622-1709) | Louise Hollandine van de Palts (1622-1709) | Louise Hollandine van de Palts (1622-1709) | Louise Hollandine van de Palts (1622-1709) |                                  |                                  | Eduard van de Palts (1625-1663)    | Eduard van de Palts (1625-1663)    | Eduard van de Palts (1625-1663)    | Eduard van de Palts (1625-1663)    | Eduard van de Palts (1625-1663)    | Eduard van de Palts (1625-1663)    |                                   |                                   | Sophia van de Palts (1630-1714) | Sophia van de Palts (1630-1714) | Sophia van de Palts (1630-1714)        | Sophia van de Palts (1630-1714)        | Sophia van de Palts (1630-1714)        | Sophia van de Palts (1630-1714)        |                                        |                                        | ... + 4 broers en 3 zusters                | ... + 4 broers en 3 zusters                | ... + 4 broers en 3 zusters                | ... + 4 broers en 3 zusters                | ... + 4 broers en 3 zusters                | ... + 4 broers en 3 zusters                |  |  |  |  |  |  |  |  |  |  |  |  |  |  |  |  |  |  |  |  |  |  |  |  |  |  |  |  |  |  |  |  |  |  |  |  |  |  |  |  |  |  |  |  |  |  |  |  |